# Sven Hassel
Sven Hassel, (n. 19 aprilie 1917, Nyhuse⁠(d), Regiunea Hovedstaden, Danemarca – d. 21 septembrie 2012, Barcelona, Catalonia, Spania)  a fost un soldat danez, autor al unor romane (pseudo-autobiografice) bazate pe experiența sa de-a lungul celui de-Al Doilea Război Mondial.

## Biografie
Sven Hassel (numele său adevărat Børge Willy Redsted Pedersen) s-a născut pe 19 aprilie 1917, la Fredensborg, în Danemarca, într-o familie de oameni simpli, muncitori. La vârsta de 14 ani a intrat în marina comercială ca "băiat de cabină" până în 1936. În 1937 Hassel s-a mutat în Germania pentru a se înrola ca voluntar în armată. Într-un interviu din 1990, el a spus: "Germania s-a întâmplat să fie mai aproape decât Anglia, m-am dus la un birou de recrutare al Wehrmacht-ului pentru a mă înscrie, dar nu a fost la fel de ușor cum am crezut. Numai cetățenii germani puteau să se înroleze. După șase luni de încercare, al șaptelea regiment de cavalerie, m-a acceptat în cele din urmă, cu condiția de a deveni cetățean german."
Un an mai târziu, el a încercat să scape. "... Am fost pur și simplu epuizat. Nu m-am întors la unitatea mea, după o scurtă plecare. Au numit-o dezertare. Am fost transferat la Sonderabteilung, o unitate penală condusă de criminali și disidenți." 
El a servit Regimentul 2 de Cavalerie și mai târziu regimentele 11 și 27 Panzer (a 6-a "Panzer Division"). Sven a luptat pe toate fronturile, cu excepția Africii de Nord și a fost rănit de mai multe ori. În cele din urmă el a ajuns la gradul de locotenent și a primit o medalie Crucea de Fier 1 și clasa a 2-a. El s-a predat trupelor sovietice de la Berlin în 1945 și și-a petrecut anii următori în diverse lagăre de prizonieri. El a început să scrie prima sa carte, Legiunea Blestemaților, în timp ce era prizonier în lagăre.
Sven a fost eliberat în 1949, iar în 1951 s-a căsătorit cu Dorthe Jensen. El a plecat să lucreze într-o fabrică de mașini, dar soția lui l-a încurajat, să continue, să scrie despre experiențele sale din război. Prima lui carte "Legiunea blestemaților" a fost publicată în 1953. 
În 1957 Sven Hassel a suferit de o boală, luată în timpul războiului și a fost paralizat timp de doi ani. După recuperare, el a început să scrie mai multe cărți. În 1964 s-a mutat la Barcelona, unde a decedat pe 21 septembrie 2012. În total, el a publicat paisprezece romane, care au fost traduse în optsprezece limbi . În 1987, a fost făcut un film (Frontul terorii) după cartea sa Blindatele morții (Wheels of Terror).

## Cărțile lui Sven
Cărțile lui Sven Hassel sunt scrise într-o manieră deosebită, la persoana I, în care cititorul are parte din plin de ororile războiului alături de umorul (câteodată macabru) al personajelor.
În afară de Sven, cărțile includ personaje reale ca Alfred Kalb, "legionarul" (ex-membru al Legiunii străine franceze); Wolfgang Creutzfeldt, un om gigant poreclit ironic "Micuțul" ; subtilul hoț Joseph Porta; vechiul sergent Willie Beier, "Bătrânul" ; Julius Heide, un fost ofițer SS și un fanatic nazist, Barcelona Blom, un veteran de ambele părți ale războiului civil spaniol; Mecanicul Șef Wolf și Sergentul Hoffman, un subofițer tipic german al perioadei NCO. 
Aceștia servesc pe cele mai multe fronturi din nordul Finlandei, frontul rusesc (de mai multe ori), Italia (Monte Cassino), Grecia (Drum sângeros către moarte), în Balcani, precum și Normandia (Lichidați Parisul) în timpul invadării Normandiei. Multe secțiuni din cărți se bazează pe pre-viețile războiului, atât civile cât și militare, sau pe faptele lor (mai ales cele care implică beție și criminalitate măruntă).
Cărțile apărute mai târziu sunt considerate mai puțin realiste decât cele anterioare, cu personajele implicate în activități penale în spatele liniilor inamice. Cu toate că violența este la fel de intensă ca și în romanele anterioare, unele cărți, cum ar fi Comisarul, Executarea și Închisoarea OGPU, sunt rodul imaginației active a autorului.
Cu toate că imaginile descrise sunt extrem de „vii" (pe cât se poate numi viu un decor plin de moarte), scriitorul urmărește prin aceasta, nu să construiască o nouă înfățișare a soldatului german, ci să realizeze mai degrabă un reportaj dincolo de ușa (capacul) sicriului, în așa fel încât cititorul să nu își dorească participarea într-un război, ci să fie doar acaparat în universul virtual al epocii naziste.

## Fanii lui Sven Hassel
Cititorii lui Sven Hassel s-au răspândit în multe țări. Deși popularitatea romanelor sale a atins punctul culminant în anii 1970 și începutul anilor 1980, apariția pe Internet a stârnit un interes nou și o oportunitate pentru fanii mai în vârstă să facă schimb de puncte de vedere.

## Cărți
- Legiunea blestemaților (De fordømtes Legion) - 1953
- Blindatele morții (Døden på Larvefødder) - 1958
- Camarazi de front (Frontkammerater) - 1960
- Batalion de marș (Marchbataillon) - 1962
- Gestapo (Gestapo) - 1963
- Monte Cassino (Monte Cassino) - 1963
- Lichidați Parisul (Likvidér Paris) - 1967
- General SS (SS-Generalen) - 1969
- Imperiul iadului (Kommando Reichsführer Himmler) - 1971 ISBN 0-304-36690-0
- Moarte și viscol (Jeg saa dem dö) - 1976
- Drum sângeros către moarte (Glemt af Gud) - 1977
- Curtea marțială (Krigsret) - 1979
- Închisoarea O.G.P.U. (GPU-Fængslet) - 1981
- Comisarul (The Commissar) - 1985
- Splendida înfrângere (?) publicata post-mortem